# Harry Reed
Joe Giles "Harry" Reed (Berkshire, 1874 - 1951) was een Brits constructeur, ondernemer, wielrenner en motorcoureur. Hij was de oprichter van het merk DOT.
In 1891 woonde hij met zijn ouders in Salford, waar hij bij zijn vader het beroep van smid leerde. In 1901 trouwde hij met Hannah Sykes. Enkele jaren later begon hij met de productie van fietsen en in 1903 bouwde hij zijn eerste motorfiets onder de merknaam "Swallow-Peugeot", maar in 1907 verschenen zijn motorfietsen onder de naam "DOT". Voor zijn motorfietsen gebruikte hij aanvankelijk inbouwmotoren van Peugeot en Fafnir, maar later ook van JAP, Blackburne en Villiers. 
Een eerste succes kwam toen hij persoonlijk met een DOT-Peugeot de Twin Cylinder TT van de TT van Man van 1908 won. In 1911 was hij verhuisd naar Stretford, waar hij geregistreerd stond als "motor engineer". Hij bleef lang deelnemen aan de Isle of Man TT. In 1924 werd hij - vijftig jaar oud - nog tweede in de Sidecar TT en in 1925 nam hij voor het laatst deel. In 1926 ging hij met pensioen. In 1932 nam Burnard Scott Wade het inmiddels zieltogende merk DOT over en beëindigde de motorfietsproductie.
Harry Reed overleed in 1951.

## Isle of Man TT resultaten
| Jaar | Klasse                   | Team | Motorfiets  | Plaats |
| ---- | ------------------------ | ---- | ----------- | ------ |
| 1908 | Twin Cylinder TT         | DOT  | DOT-Peugeot | 1e     |
| 1909 | 500 Single & 750 Twin TT | DOT  | DOT-Peugeot | DNF    |
| 1910 | 500 Single & 750 Twin TT | DOT  | DOT-Peugeot | DNF    |
| 1911 | Senior TT                | DOT  | DOT         | 11e    |
| 1912 | Senior TT                | DOT  | DOT         | 14e    |
| 1913 | Senior TT                | DOT  | DOT         | DNF    |
| 1923 | Sidecar TT               | DOT  | DOT         | 5e     |
| 1924 | Sidecar TT               | DOT  | DOT         | 2e     |
| 1925 | Sidecar TT               | DOT  | DOT         | DNF    |